# Beli Breg (okręg pczyński)
Beli Breg (cyr. Бели Брег) – wieś w Serbii, w okręgu pczyńskim, w mieście Vranje. W 2011 roku liczyła 86 mieszkańców.